# Fundão, Espírito Santo
Fundão là một đô thị thuộc bang Espírito Santo, Brasil. Đô thị này có diện tích 279,648 km², dân số năm 2007 là 14329 người, mật độ 51,24 người/km².